# Vynohradiv
Vynohradiv (Ucraino: Виноградів) è una città dell'Ucraina occidentale, ha  una popolazione di 25 317 abitanti ed  è situata nel distretto di Berehove, nell'oblast' della Transcarpazia. Ospita l'amministrazione della comunità territoriale di Vynohradiv, una delle comunità territoriali dell'Ucraina.
Fino al 18 luglio 2020 Vynohradiv era il centro amministrativo del distretto di Vynohradiv.  Come parte della riforma amministrativa che ha ridotto a sei il numero dei distretti dell'oblast' della Transcarpazia il distretto di Vynohradiv venne fuso nel distretto di Berehove.
Ci sono molti nomi alternativi usati per questa città per la sua posizione e storia: ungherese: Nagyszőlős, rumeno: Seleuşu Mare, ruteno: Cивлюш (Syvljuš), russo: Виноградов (Vinogradov), yiddish: סעליש (Seylesh, Selish), slovacco : Vinohradov (Veľká Sevljuš durante il periodo cecoslovacco), tedesco: Wynohradiw.
La città si trova vicino al fiume Tibisco al confine con la Romania, a 35 chilometri (22 miglia) da Berehove.
Uno dei maggiori datori di lavoro a Vynohradiv è l'azienda Gentherm, multinazionale che produce climatizzatori per automobili.

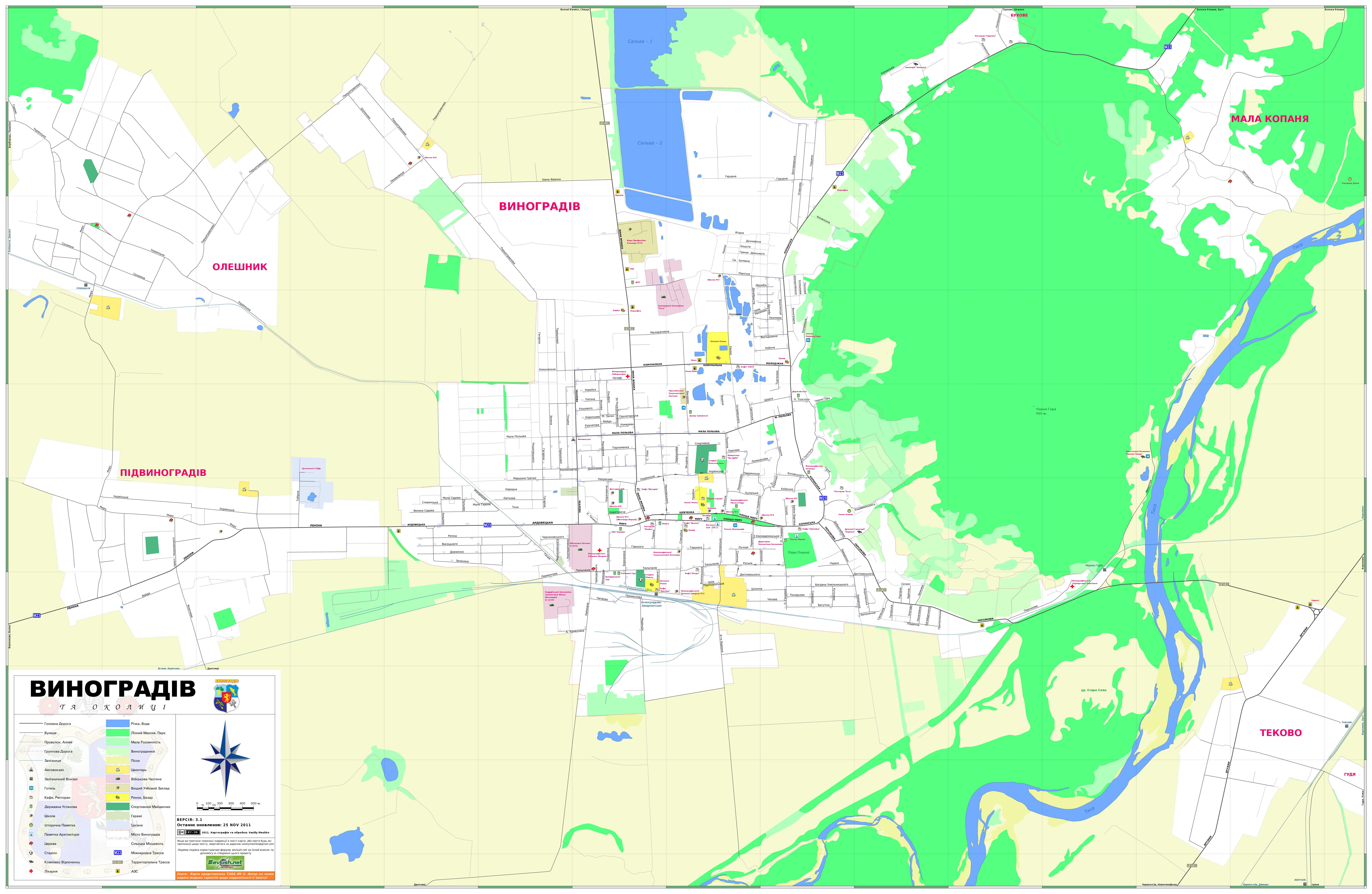
Mappa stradale di Vynohradiv

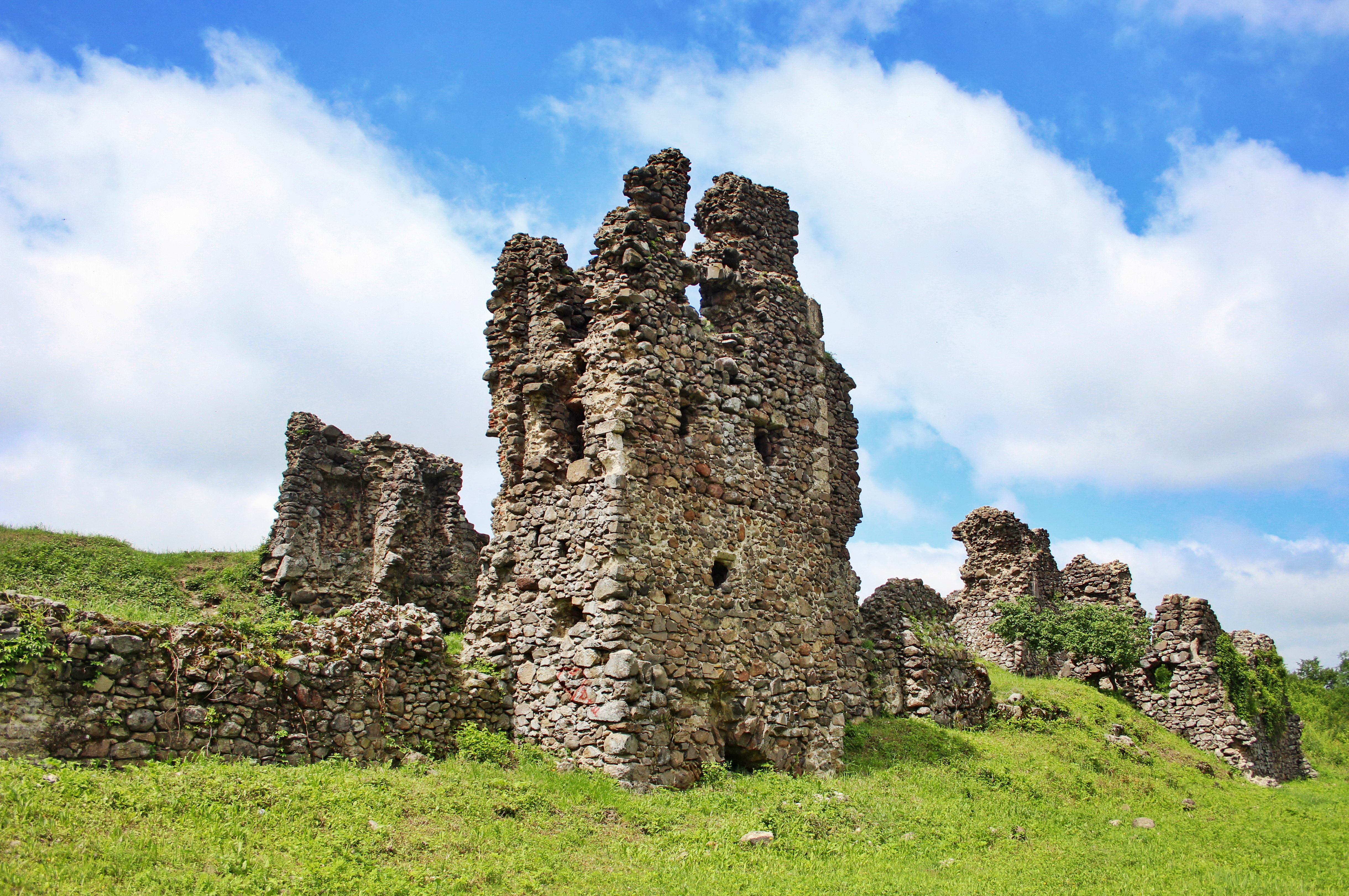
Castello di Ugocsa

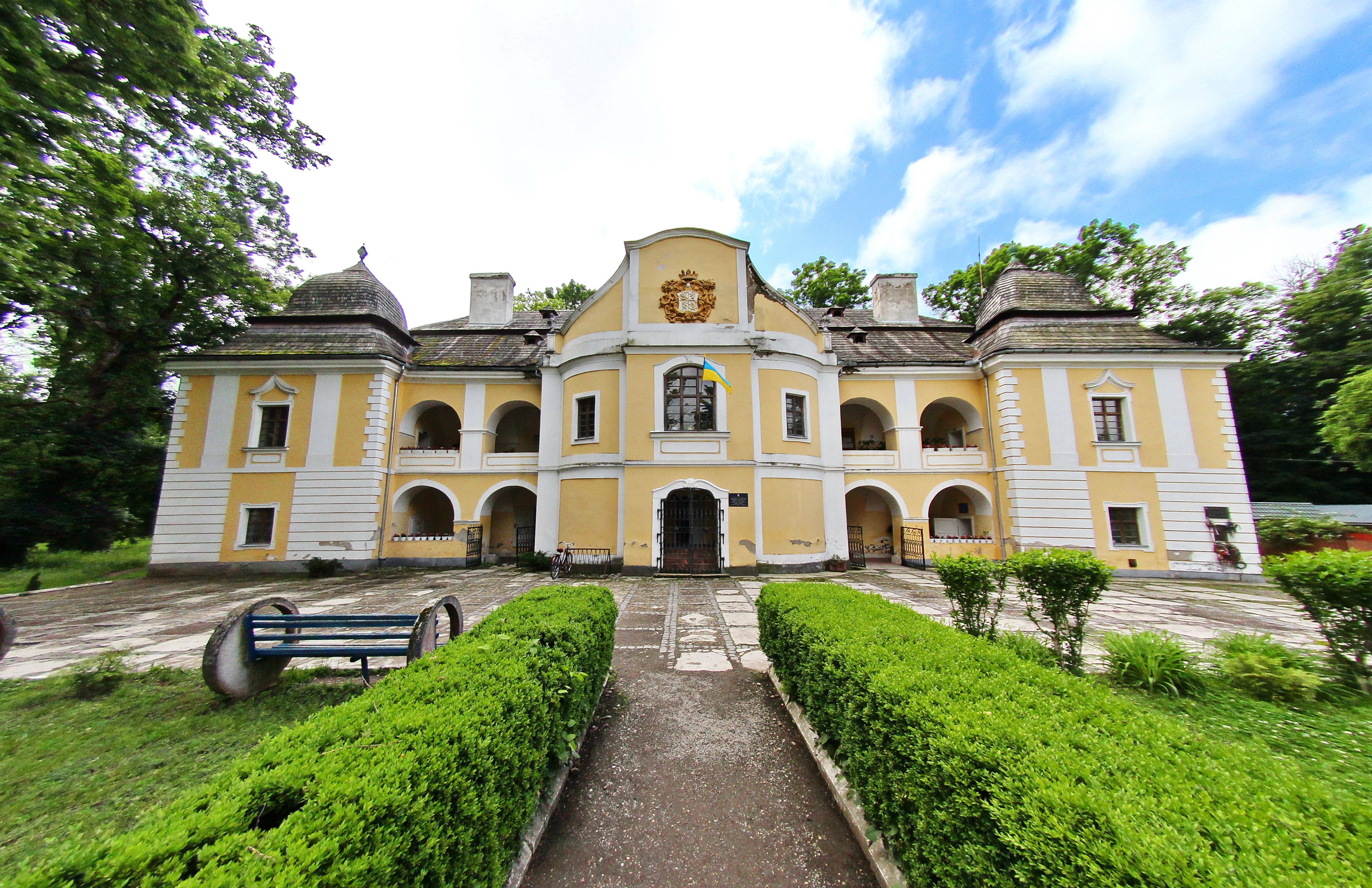
Castello di Perényi

## Storia
Fu menzionato per la prima volta nel 1262 con il nome di Zceuleus. Il suo nome ungherese, Nagyszőlős ("Grande vigneto"), si riferisce all'importante distretto vinicolo. La città era detta anche Sevluš - adattamento ruteno della parola ungherese szőlős, che significa vigneto.
La città era una delle più antiche del Comitato di Ugocsa ed era abitata da viticoltori della corte reale. Nel 1329, il re ungherese Carlo Roberto d'Angiò concesse i privilegi alla città, che divenne la sede del Comitatus e tale restò fino alla firma del Trattato del Trianon nel 1920.
Nel 1717, la maggior parte degli abitanti della città furono uccisi da un'orda tatara. Nel 1880, la popolazione era di circa 4.400 (con 500 rumeni nativi). Nel 1881 fu aperta una scuola secondaria.
Nel 1910 aveva una popolazione di 7.811 (5.943 o 76% ungheresi, 1.266 o 16% ruteni e 540 o 7% tedeschi). La composizione religiosa era di 3.311 greco-cattolici (42,5%), 2.237 ebrei (28,6%) e 1.124 calvinisti (14,4%).
Questa città aveva un ghetto ebraico nel 1944. Al suo apice dal maggio al giugno del 1944, la maggior parte degli ebrei di questa sezione della Transilvania settentrionale furono deportati nel campo di concentramento di Auschwitz per essere gasati poco dopo l'arrivo. Gli ebrei della zona in genere trascorrevano circa due settimane nel ghetto prima di essere espulsi. Le condizioni erano estremamente ristrette con molte famiglie alloggiate in una sola stanza, una situazione deliberato che doveva causare sofferenza e malattia.
Nel 1944, la Rutenia subcarpatica fu occupata dall'Unione Sovietica e alla fine ne divenne parte nel 1946.

## Monumenti e luoghi d'interesse
- Castello Ugocsa (rovine; XIII secolo). Fu menzionato per la prima volta nel 1308. Nel 1315 il re Carlo Roberto d'Angiò lo attaccò e lo distrusse. Nel XV secolo l'area fu assegnata ai frati francescani, che vi costruirono un monastero, abitato fino al 1558. C'è una piccola cappella del XIV secolo a sud delle rovine.
- Castello di Perényi. Fu costruito dalla nobile famiglia Perényi dal 1399, successivamente ricostruito in stile barocco in un palazzo.
- Chiesa e monastero francescani (costruiti nel 1744, ricostruiti nel 1889).
- Chiesa di Nostra Signora (XIII secolo, ricostruita nel XV secolo in stile gotico, restaurata agli inizi del XX secolo. I suoi mobili furono distrutti dopo il 1945. Fu restituita alla Chiesa nel 1989.
- Convento francescano (fondato nel XV secolo). Nel 1556 i protestanti locali attaccarono il monastero, uccisero i monaci e gettarono il corpo di San Giovanni Capistrano in un pozzo. La famiglia Perényi invitò nuovamente i monaci dell'ordine in città, ma il monastero fu bruciato nel 1747. Il suo attuale edificio fu eretto nel 1889.
- Chiesa protestante (neoclassica, 1828).
- Antico municipio (oggi edificio della scuola secondaria Zsigmond Perényi) e statua di Perényi (1906).

## Società
Secondo il censimento del 2001, la popolazione includeva:
- Ucraini (82,13%)
- Ungheresi (13,54%)
- Russi (3,82%)
- Rom (0,6%)

Coloro che si autodefiniscono come ruteni sono stati registrati come ucraini.

## Amministrazione

### Gemellaggi
Vynohradiv è gemellato con:
- Nyírbátor in Ungheria
- Fehérgyarmat in Ungheria
- Dynów in Polonia
- Vranov nad Topľou in Slovacchia
- Celadas in Spagna